# Digimon Racing
Digimon Racing (デジモンレーシング, Dejimon Rēshingu) é um jogo eletrônico de corrida de 2004 para Game Boy Advance desenvolvido pela Griptonite Games e distribuído pela Bandai, atual Namco Bandai Games. Como parte da franquia e da Digimon, ele utiliza os personagens e elementos da mesma. A jogabilidade se assemelha em grande parte a de jogos tradicionais de corrida, mas também utiliza elementos de corrida de kart e de ação. Seus onze personagens jogáveis iniciais podem se tornar mais de quarenta através de digivoluções.
Diferentemente da maioria dos jogos para Game Boy Advance, Digimon Racing utiliza Mode 7 e dubladores. Foi anunciado pela primeira vez na Electronic Entertainment Expo (E3) de 2003 e exibido na E3 seguinte. O jogo foi lançado em 1º de abril de 2004 no Japão; 30 de abril na Europa; e em 13 de setembro na América do Norte. Recebeu análises mistas dos críticos após seu lançamento, com críticas dirigidas a sua semelhança com outros jogos de kart da época e elogios por alguns de seus aspectos estéticos e por sua jogabilidade.

## Jogabilidade

Greymon, a forma evoluída de Agumon, disputa uma corrida. A HUD mostra (em sentido horário a partir do lado esquerdo do topo): a colocação, o tempo decorrido, as voltas, o mapa do percurso, dois itens que podem ser utilizados e um contador de energia.

Digimon Racing é um jogo de corrida que utiliza personagens e elementos da série Digimon, bem como de outros jogos tradicionais de corrida. A história é sobre um grupo de Digimon que competem em um campeonato de corrida pelo DigiMundo, lugar de onde vieram os Digimon. O objetivo da disputa é determinar quem é o melhor piloto; portanto, eles usam karts projetados especialmente para igualar todos os concorrentes, em termos de habilidades.
A jogabilidade de Digimon Racing se assemelha em grande parte a de jogos de corrida tradicionais. O jogo consiste em competir contra sete adversários controlados pelo CPU em campeonatos com corridas de três voltas. O uso de itens para atacar os inimigos e melhorar sua própria condição é uma parte integrante do jogo, e acrescenta um elemento de jogos de corrida de kart. Uma nova característica do jogo é o "kart hopping": o uso dos karts para saltar sobre os oponentes, que ficam mais lentos. Isto acrescenta um elemento de jogos de ação. A Digivolução, um aspecto frequente da série, também desempenha um papel no jogo. Passar por pontos específicos da pista aumentam um contador de energia na parte inferior esquerda do HUD do jogo. À medida que o contador aumenta, os jogadores atravessam a linha evolutiva dos Digimon e, finalmente, ganham a capacidade de usar um ataque especial.
As quinze pistas do jogo —das quais quatro já vem disponíveis— são baseados em ambientes convencionais em jogos eletrônicos, como florestas, vulcões e cidades. Após completar um percurso pela primeira vez, o jogador desbloqueia o modo de competição contrarrelógio e um chefão. As batalhas contra esses chefes, geralmente, consistem em derrotar um Digimon, geralmente estático, utilizando os itens dispersos pelas partes onde não estão desenhadas as pistas. O jogador também pode competir em corridas individuais sem relação com a história em qualquer uma das pistas desbloqueadas. O jogo pode utilizar os acessórios Game Boy Advance Wireless Adapter ou o Cabo Game Link para o modo multijogador, que suporta até quatro jogadores.
| Personagens jogáveis                                                                     | Personagens jogáveis                         |
| ---------------------------------------------------------------------------------------- | -------------------------------------------- |
| Regulares - Agumon - Biyomon - Gabumon - Gomamon - Palmon - Patamon - Salamon - Tentomon | Desbloqueáveis - Agunimon - Guilmon - Veemon |

### Personagens jogáveis
O jogo conta com onze Digimon como personagens jogáveis. Oito personagens estão disponíveis normalmente; o resto pode ser desbloqueado ao completar as corridas dos campeonatos. No entanto, o mecanismo da Digivolução aumenta o número de personagens para mais de quarenta. O elenco inclui predominantemente Digimon populares do anime Digimon. As habilidades de corrida de cada personagem são classificadas de acordo com três atributos: velocidade, manuseio e aceleração.

## Desenvolvimento
Diferente dos jogos anteriores de Digimon, que foram desenvolvidos por empresas japonesas, Digimon Racing foi desenvolvido em Kirkland, nos Estados Unidos, pela Griptonite Games. No entanto, a responsável por distribuir o jogo foi a Bandai, atual Namco Bandai Games. Esse foi o primeiro jogo da série para Game Boy Advance, uma vez que Digimon Battle Spirit e Digimon Battle Spirit 2 foram lançados originalmente para WonderSwan Color. O jogo utiliza o sistema Mode 7 para criar um modo de jogo tridimensional, caso contrário, o console portátil seria incapaz de tal feito. Ele também utiliza ocasionalmente dubladores durante as corridas, algo incomum nos jogos para o console. Digimon Racing foi anunciado pela primeira vez na E3 de 2003. No ano seguinte, foi exibido na E3 e o lançamento na América do Norte foi anunciado para agosto de 2004. Quando o desenvolvimento foi finalizado, o jogo recebeu uma classificação "E" (everyone; lit. "todos") da Entertainment Software Rating Board (ESRB) e um "3+" da Pan European Game Information (PEGI).

## Recepção
O jogo foi lançado em 1º de abril no Japão, 30 de abril na Europa e em 13 de setembro de 2004 na América do Norte. A partir de então, Digimon Racing recebeu críticas variadas; alcançou uma pontuação de 62% no Metacritic e 63,67% no Game Rankings. Alguns analisadores criticaram o jogo por ser muito parecido com jogos de kart da época. Craig Harris da IGN e Garnett Lee da 1UP.com afirmaram que a jogabilidade é igual a de Crash Nitro Kart e Mario Kart, respectivamente. Apesar de seu formato similar, os críticos elogiaram algumas características estéticas do jogo, como os gráficos e a música (Michael Lafferty do GameZone) e os temas e desenhos das pistas (Lee). Também foram elogiados aspectos da jogabilidade, como o controle (Harris e Lee), o modo multijogador (Lee), a rejogabilidade e o "kart hopping" (Harris). A Nintendo Power afirmou que "a ação das corridas é similar a de outro jogos de [corridas de] kart, mas que a influência dos Digimon acrescenta algo a mais a jogabilidade, a tornando mais divertida." Quatro revisores da Famitsu deram ao jogo uma pontuação 5, 5, 7 e 6 de um máximo de 10, respectivamente, resultando em uma pontuação total de 23 de 40. T.J. Deci do Allgame qualificou o jogo com três estrelas em cinco possíveis, mas não forneceu uma análise mais completa.